# 奧格登 (堪薩斯州)
奧格登（英語：Ogden）是一個位於美國堪薩斯州賴利縣的城市。

## 地方資料
根據2020年美國人口普查的數據，奧格登的面積為4.48平方千米，當中陸地面積為4.33平方千米，而水域面積為0.15平方千米。當地共有人口1661人，而人口密度為每平方千米370.76人。